# Piacenza Associazione Calcio Femminile 1983
Questa voce raccoglie le informazioni riguardanti il Piacenza Associazione Calcio Femminile nelle competizioni ufficiali della stagione 1983.

## Rosa
| N. |                   | Ruolo | Calciatrice         |
| -- | ----------------- | ----- | ------------------- |
| 1  | Italia (bandiera) | P     | Mariangela Bonanomi |
| 1  | Italia (bandiera) | P     | Rossana Cassani     |
|    | Italia (bandiera) | D     | Tiziana D'Orio      |
|    | Italia (bandiera) | D     | Maria Danesi        |
|    | Scozia (bandiera) | D     | June Hunter         |
|    | Italia (bandiera) | D     | Agata Liantonio     |
|    | Italia (bandiera) | D     | Antonella Pelloni   |
|    | Italia (bandiera) | D     | Marisa Perin        |
|    | Italia (bandiera) | C     | Novellina Babetto   |

| N. |                   | Ruolo | Calciatrice         |
| -- | ----------------- | ----- | ------------------- |
|    | Italia (bandiera) | C     | Nazzarena Grilli    |
|    | Italia (bandiera) | C     | Erminia Manfredini  |
|    | Italia (bandiera) | C     | Elisabetta Saldi    |
|    | Italia (bandiera) | C     | Maria Sossella      |
|    | Italia (bandiera) | A     | Caterina Fuoco      |
|    | Italia (bandiera) | A     | Ida Golin           |
|    | Italia (bandiera) | A     | Ivana Manzoni       |
|    | Scozia (bandiera) | A     | Edna Neillis        |
|    | Italia (bandiera) | A     | Elisabetta Vignotto |

## Fonti
Giornali
- Libertà presso la Biblioteca Comunale “Passerini Landi” di Piacenza.

Libri
- Salvatore Lo Presti, Almanacco del calcio mondiale '88-'89, Torino, S.E.T., 1988,  pp. 261-268.
- Luca Barboni e Gabriele Cecchi, Annuario del calcio femminile 1999-2000,  Mariposa Editrice - Fornacette (PI) - novembre 1999.